# 巴富羲
巴富羲（Emil Fischbacher，1903年8月9日—1933年5月27日）是苏格兰中国内地会医疗传教士，1930年代在新疆传教，因救死扶伤而染病殉职。安葬于新疆乌鲁木齐东山墓园。
1903年8月9日，巴富羲，生于苏格兰的格拉斯哥市一个成功企业家的家庭，父母信仰虔诚，愿意自费支持儿女到海外传教，不用差会支持。他们的8个儿女，都从小参加主日学和教会聚会，立志到海外传教。巴富羲排行第六，上有三个哥哥，两个姐姐，下有一弟一妹。大姐巴若兰小姐（Miss Elizabeth Fischbacher）于1922年首先加入中国内地会，前往中国山西省传教，影响该省中国传道人杨绍唐牧师。1939年以后与倪柝声同工。弟弟巴辅胜（Theodore Fischbacher）在1933年巴富羲殉职的同年加入内地会，在中国山西省工作15年。
巴富羲毕业于爱丁堡大学和格拉斯哥大学医学院，考取倫敦皇家內科醫師學會（L.R.C.P）等资格，在曼彻斯特等地开业行医。
1931年5月的最后一个星期六，巴富羲从英文版《亿万华民》（China's Millions）上读到一封公开信，呼召200位宣教士前往中国。巴富羲受感加入到中国内地会的宣教行列，成为200名宣教士之一。这是一个信心差会，一切需要皆祷告仰望基督的供应，因而婉言拒绝了父亲的经济支持。1931年12月31日，巴富羲乘船离英前往中国。1932年2月1日到达上海，当时上海发生一二八事变，中日战事使他们滞留上海，他们参与救治国军伤兵，姐姐巴若兰也从山西洪洞赶来上海与巴富羲相聚。
巴富羲乘船抵达安庆，与72名西方传教士在语言学校接受了两个月的语言训练课程，有6人被分派到新疆的迪化（今乌鲁木齐市）工作，除了他，另外五位是赵立德（Raymond H. Joyce，英国）、朱佩儒（William J. Drew，英国）、何仁志（George F. Holmes，英国）、柏爱生（Aubrey F. Parsons，澳大利亚）和石爱乐（Otto F. Schoerner，美国）。新疆资深宣教士胡进洁（George Hunter）当时正在上海，陪同这些新兵经北平、1932年9月13日从张家口出发，巴富羲驾驶福特货车，穿越内蒙古的茫茫戈壁，于10月17日到达新疆哈密，直到11月9日才到达迪化。旅途历时57天。
当时甘肃回族军阀马仲英部队进攻新疆，资深宣教士胡进洁、马尔昌（Percy C.Mather）和六位新来传教士都投入到救治数百伤兵的紧张工作。巴富羲身心过度劳累，体力透支，而感染伤寒，于1933年5月27日清晨去世, 葬于迪化。去世时只有29岁。

## 传记
- 海思波（Marshall Broomhall）：《为何枉费？》（To What Purpose?）伦敦，1933年
- 石爱乐（Otto F. Schoerner）：Serving Christ (Pine: Focalpoint 1997)